# Wyższe Seminarium Duchowne Redemptorystów w Krakowie
Wyższe Seminarium Duchowne Redemptorystów w Krakowie – Wyższe Seminarium Duchowne Redemptorystów (CSsR) przy parafii Matki Bożej Nieustającej Pomocy w Krakowie, przynależące do zakonnej Prowincji Warszawskiej.

## Historia
W 1903 roku decyzją generała redemptorystów o. Macieja Rausa utworzono polski Studentat w Mościskach. Pierwszym jego prefektem został o. Adolf Żółtowski, a naukę rozpoczęło dziewięciu kleryków. Z powodu trudnych warunków lokalowych trzy lata później studentat przeniesiono do Maksymówki. Jednak okazało się, że wybór miejsca nie był właściwy z powodu problemów klimatycznych, zaopatrzeniowych i komunikacyjnych. W czasie I wojny światowej klasztor został odcięty od reszty prowincji, a członkowie wspólnoty seminaryjnej cierpieli biedę i ubóstwo. 
W 1921 roku seminarium zostało przeniesione do Tuchowa, nad rzeką Białą w diecezji tarnowskiej. Studia podzielone były na dwa semestry. Każdy semestr kończył się egzaminami komisyjnymi, którym przewodniczył prowincjał lub jego delegat. W okresie międzywojennym seminaryjne studium filozoficzno-teologiczne trwało sześć lat. Wykłady obejmowały całe spectrum zagadnień filozoficznych i teologicznych. Dużo czasu poświęcano również na naukę języków obcych, a szczególnie włoskiego, francuskiego i niemieckiego.
Działalność seminarium została przerwana z wybuchem II wojny światowej. Wówczas przełożeni ewakuowali seminarzystów na Wschód. Po zajęciu kresów wschodnich przez Armię Czerwoną, zostali zmuszeni do powrotu. Do polskich kleryków dołączyli także ukraińscy alumni z greckokatolickiej Wiceprowincji Lwowskiej, którzy opuścili Lwów i przybyli do Tuchowa i studiowali aż do 1942 roku. Podczas trudnych warunków wojennych kontynuowano normalnie naukę i zakonną formację. Były częste oraz przymusowe kwaterowanie w klasztorze żołnierzy niemieckich. Bolesną stratą dla wspólnoty seminaryjnej była tragiczna śmierć braci kleryków rozstrzelanych na Woli podczas Powstania Warszawskiego oraz aresztowanie i śmierć w KL Auschwitz wykładowcy Pisma Świętego o. Kazimierza Smorońskiego. W latach 1940–1945 święcenia kapłańskie otrzymało 23 tuchowskich alumnów.
Po II wojnie światowej władze komunistyczne nie sprzyjały działalności redemptorystowskiego Studentatu. W 1952 roku z obawy przed odebraniem klasztoru przez władze komunistyczne po zlikwidowaniu juwenatu w Toruniu, władze zakonne przeniosły studentów filozofii do Torunia. W 1958 roku powrócono do wspólnych studiów filozoficzno-teologicznych w Tuchowie. 
Okres obchodów Milenium chrztu Polski zaznaczył się licznymi powołaniami do redemptorystów, a następnie liczba kleryków zmalała. Ponowny wzrost powołań był na przełomie lat 70. i 80., w wyniku wyboru na papieża Polaka – św. Jana Pawła II oraz epoki „Solidarności”. Wówczas tuchowska wspólnota seminaryjna przekraczała stu kleryków. W tym czasie alumni mieli możliwość udziału w kursach językowych w Austrii i Wielkiej Brytanii a niektórzy z nich kontynuowali studia teologiczne w krajach misyjnych czyli w Brazylii i Argentynie. W wyniku afiliacji Seminarium do Papieskiej Akademii Teologicznej w Krakowie (obecnie Uniwersytet Jana Pawła II w Krakowie) od 1987 roku absolwenci uzyskują tytuł naukowy magistra teologii. 
W 1990 roku ustanowiono dwuletni postulat połączony ze studium filozofii z siedzibą w Krakowie, a następnie kontynuowali czteroletnie studia teologiczne w Tuchowie. Od tego też roku wraz z polskimi studentami naukę rozpoczęli słowaccy współbracia z Prowincji Bratysławskiej obrządku łacińskiego i z Wiceprowincji Michalowce obrządku greckokatolickiego. W latach 1991–2008 naukę pobierali także studenci z Ukrainy. Seminarium ma charakter międzynarodowy i między-obrządkowy. W 2008 roku ponowie dokonano zmian w strukturach formacji. Postulat przybrał formę roku propedeutycznego, zaś całość studium filozofii i teologii odbywa w Tuchowie. 
17 września 2023 roku, Wyższe Seminarium Duchowne Redemptorystów zostało przeniesione po 102 latach z Tuchowa do Krakowa z siedzibą w klasztorze przy Sanktuarium Matki Bożej Nieustającej Pomocy na Podgórzu. Funkcję rektora od 17 sierpnia 2023 roku do 14 sierpnia 2024 roku pełnił o. dr Jacek Zdrzałek CSsR, od 15 sierpnia 2024 zastąpił go na tym stanowisku o. dr hab. Marek Urban CSsR. Od października 2024 roku, klerycy - kandydaci na kapłanów studiują w Instytucie Teologicznym Księży Misjonarzy, znajdującym się na krakowskim Stradomiu.   
Rektorzy
1903–1906: o. Engelbert Janeček
1906–1911: o. Adolf Żółtowski
1911–1918: o. Franciszek Marcinek
1918–1919: o. Adolf Żółtowski
1919–1920: o. Marcin Nuckowski
1921–1924: o. Leon Pyżalski
1924–1927: o. Karol Szrant.
1927–1933: o. Franciszek Marcinek
1933–1934: o. Karol Szrant
1934–1939: o. Józef Kania
1939: o. Edmund Górski
1950–1956: o. Józef Herman
1956–1963: o. Stanisław Podgórski
1965–1972: o. Stanisław Podgórski
1981–1983: o. Stanisław Podgórski
1996–2002: o. Mirosław Chmielewski
2002–2005: o. Ryszard Hajduk
2005–2008: o. Jacek Zdrzałek
2007–2012: o. Krzysztof Bieliński
2012–2015: o. Janusz Urban
2015– 2023: o. Maciej Sadowski
2023–2024: o. Jacek Zdrzałek
2024-nadal: o. Marek Urban

## Znani absolwenci
- o. Tadeusz Rydzyk
- o. Jan Król
- o. Piotr Andrukiewicz
- o. Jan Mikrut
- o. Zdzisław Klafka
- o. Janusz Sok
- o. Jacek Zdrzałek
- o. Krzysztof Bieliński
- o. Witold Kawecki